# Agustín Albarracín
Agustín Albarracín Basil (Montevideo, 29 de agosto de 2005) es un futbolista uruguayo. Puede jugar de extremo por ambas bandas, delantero centro o mediapunta, su equipo actual es el Club Atlético Boston River de la Primera División de Uruguay. Es hermano del futbolista Nicolás Albarracín.

## Trayectoria
Realizó su formación juvenil en Montevideo Wanderers Fútbol Club, en el año 2019 jugó con la sub-14 en 27 oportunidades y convirtió 3 goles. En 2020, debido a la Pandemia de COVID-19 fue un torneo irregular, de igual forma no tuvo tanta participación, jugó 9 partidos pero no logró vulnerar la portería rival con Sexta División. Para el siguiente año, ya en sub-16, recuperó protagonismo y fue uno de los goleadores del club con 8 dianas en 19 juegos. En el año 2022 mostró su mejor nivel juvenil, ya que fue el máximo artillero de la sub-17 de entre todos los clubes con 18 goles en 23 partidos jugados, también tuvo sus primeros minutos en Tercera División.
Debutó como profesional el 24 de junio de 2023, el entrenador Sergio Blanco lo hizo ingresar al minuto 86 para enfrentar a Peñarol en la fecha 3 del Torneo Intermedio y empataron sin goles en el Parque Viera. Jugó su  primer partido oficial con 17 años y el dorsal número 24 en su espalda, compartió cancha con su hermano Nicolás Albarracín por primera vez.
En la fecha 4 volvió a tener minutos, esta vez en el clásico del Prado, jugó 16 minutos frente a River Plate y ganaron 4-0.
Fue titular por primera vez en la última jornada del Intermedio, se midieron ante Boston River de visitantes, al minuto 40 Agustín convirtió su primer gol oficial y gracias a su tanto ganaron 0-1.
En su primera temporada como profesional logró jugar en 19 oportunidades y convirtió 1 gol. Wanderers culminó el Campeonato Uruguayo 2023 en quinta posición y clasificaron a la Copa Sudamericana del próximo año.
A finales de 2024 se anunció su fichaje por Boston River, a cambio de 400 000 dólares por el 100% de su ficha.

## Selección nacional
Agustín fue convocado a la selección de Uruguay por primera vez el 4 de diciembre de 2023, por el técnico Marcelo Bielsa, para ser parte de un combinado sub-20 y entrenar de cara al Torneo Preolímpico Sudamericano Sub-23 de 2024. No quedó en la lista definitiva pero continuó entrenando.
El 16 de enero de 2024 fue convocado para un partido amistoso de la sub-23, debido a una molestia de Rodrigo Dudok, estuvo en el banco de suplentes, no ingresó y perdieron 0-2 frente a Banfield. Al día siguiente se confirmó la lesión de Dudok y Agustín fue citado oficialmente para jugar el Preolímpico. En la competición internacional no tuvo minutos y Uruguay quedó eliminado en fase de grupos.
Desde marzo comenzó a ser convocado a los entrenamientos de la sub-20. Debutó con la selección de Uruguay el 5 de junio de 2024, fue titular en un amistoso contra la sub-20 de Australia y empataron 3-3.
El 7 de enero de 2025 fue confirmado en el plantel para jugar el Campeonato Sudamericano Sub-20, por el entrenador Fabián Coito.  Jugó 6 partidos pero no lograron clasificar a la Copa Mundial Sub-20 luego de 20 años.

## Estadísticas

### Clubes
Actualizado al último partido citado el 29 de junio de 2025.
| Club                            | Div.          | Temporada     | Liga  | Liga  | Liga   | Copas nacionales | Copas nacionales | Copas nacionales | Copas internacionales | Copas internacionales | Copas internacionales | Total | Total | Total  |
| Club                            | Div.          | Temporada     | Part. | Goles | Asist. | Part.            | Goles            | Asist.           | Part.                 | Goles                 | Asist.                | Part. | Goles | Asist. |
| ------------------------------- | ------------- | ------------- | ----- | ----- | ------ | ---------------- | ---------------- | ---------------- | --------------------- | --------------------- | --------------------- | ----- | ----- | ------ |
| Mdeo. Wanderers F. C. · Uruguay | 1.ª           | 2023          | 18    | 1     | 0      | 2                | 0                | 0                | —                     | —                     | —                     | 20    | 1     | 0      |
| Mdeo. Wanderers F. C. · Uruguay | 1.ª           | 2024          | 23    | 1     | 1      | -                | -                | -                | 1                     | 0                     | 0                     | 24    | 1     | 1      |
| Mdeo. Wanderers F. C. · Uruguay | Total club    | Total club    | 41    | 2     | 1      | 2                | 0                | 0                | 1                     | 0                     | 0                     | 44    | 2     | 1      |
| C. A. Boston River · Uruguay    | 1.ª           | 2025          | 13    | 2     | 0      | -                | -                | -                | 4                     | 2                     | 0                     | 17    | 4     | 0      |
| C. A. Boston River · Uruguay    | Total club    | Total club    | 13    | 2     | 0      | 0                | 0                | 0                | 4                     | 2                     | 0                     | 17    | 4     | 0      |
| Total carrera                   | Total carrera | Total carrera | !54   | 4     | 1      | 2                | 0                | 0                | 5                     | 2                     | 0                     | 61    | 6     | 1      |
| 1. 2.                           |               |               |       |       |        |                  |                  |                  |                       |                       |                       |       |       |        |

### Selección
Actualizado al último partido citado el 16 de febrero de 2025.
| Selección         | Temporada         | Continental | Continental | Continental | Mundial      | Mundial      | Mundial      | Amistosos | Amistosos | Amistosos | Total | Total | Total  |
| Selección         | Temporada         | Part.       | Goles       | Asist.      | Part.        | Goles        | Asist.       | Part.     | Goles     | Asist.    | Part. | Goles | Asist. |
| ----------------- | ----------------- | ----------- | ----------- | ----------- | ------------ | ------------ | ------------ | --------- | --------- | --------- | ----- | ----- | ------ |
| Sub-23 · Uruguay  | 2024              | 0           | 0           | 0           | No clasificó | No clasificó | No clasificó | 0         | 0         | 0         | 0     | 0     | 0      |
| Sub-23 · Uruguay  | Total sel.        | 0           | 0           | 0           | 0            | 0            | 0            | 0         | 0         | 0         | 0     | 0     | 0      |
| Sub-20 · Uruguay  | 2024              | —           | —           | —           | —            | —            | —            | 11        | 2         | 0         | 11    | 2     | 0      |
| Sub-20 · Uruguay  | 2025              | 6           | 0           | 0           | No clasificó | No clasificó | No clasificó | 3         | 2         | 0         | 9     | 2     | 0      |
| Sub-20 · Uruguay  | Total sel.        | 6           | 0           | 0           | 0            | 0            | 0            | 14        | 4         | 0         | 20    | 4     | 0      |
| Total selecciones | Total selecciones | 6           | 0           | 0           | 0            | 0            | 0            | 14        | 4         | 0         | 20    | 4     | 0      |
| 1.                |                   |             |             |             |              |              |              |           |           |           |       |       |        |